# منكسفة مفترشة
منكسفة مفترشة أو طولق (الاسم العلمي:Eclipta prostrata) هي نوع من النباتات تتبع جنس المنكسفة من الفصيلة النجمية. ويسمى بالهند برينغراج أو البهنغرا البيضاء. وفي اللغة التاميلية كيراج أو كاري سالنكاني. ومن أسماء الأخرى أكلبتا بروستراتا.

## الموئل والانتشار
تتواجد هذه العشبة في جميع أنحاء الهند وجنوب غرب الولايات المتحدة.

## منافعها
يستعمل في الطب الهندي البديل, الأيروفيدا. الأجزاء المستعملة منها العشبية، الجذور والأوراق. يستعمل كمنشط للشعر ويعتقد البعض أن الزيت المستخرج من هذا النبات ينفع في إزالة الشيب والصلع. ويستعمل أيضاً في صبغ الشعر بالأسود.